# لوبسانغ سانغاي
لوبسانغ سانغاي (مواليد 5 سبتمبر 1968) هو سياسي أمريكي - تبتي، شغل منصب رئيس الإدارة المركزية للتبت من 2012 حتى 2021.